# Prayers
Prayers is een studioalbum van Rick Wakeman.
Wakeman schreef eerder een religieus album, The Gospels, en kwam in 1993 met zijn tweede, Prayers. Het verscheen op Hope Records, een klein label dat ook op de productie bezuinigde. Volgens eigen zeggen zouden er maar 5000 exemplaren worden geperst, maar Rick heeft het idee dat het er meer waren. Opnamen vonden plaats in de privéstudio Bajonor Studio op het eiland Man gedurende de maanden februari tot en met juli 1992. Sommige tracks verschenen later op de 'herhaling' van dit album Can You Hear Me Now?

## Musici
- Chrissie Hammond – zang
- David Paton – gitaar en basgitaar
- Rick Wakeman – toetsinstrumenten
- Nina Wakeman – spreekstem
- Stuart Sawney – elektronisch slagwerk

## Tracklist
| Nr. | Titel                                                  | Duur |
| --- | ------------------------------------------------------ | ---- |
| 1.  | A wish                                                 | 1:23 |
| 2.  | Hymn for hope                                          | 3:25 |
| 3.  | A prayer for creation                                  | 2:10 |
| 4.  | A cry without tears                                    | 6:07 |
| 5.  | A prayer for all                                       | 1:54 |
| 6.  | The answer                                             | 4:44 |
| 7.  | The empty vessel                                       | 2:02 |
| 8.  | Silent prayer                                          | 4:43 |
| 9.  | Devotion                                               | 3;13 |
| 10. | The Lord’s Prayer                                      | 3:42 |
| 11. | Prayers of the prophets                                | 3:06 |
| 12. | Stay with me                                           | 6:52 |
| 13. | The only God                                           | 3:39 |
| 14. | I can hear you (met technische Wakemansolo op de Moog) | 1:43 |
| 15. | Evening prayer                                         | 1:43 |
| 16. | A final wish                                           | 1:35 |